# Kit Covid

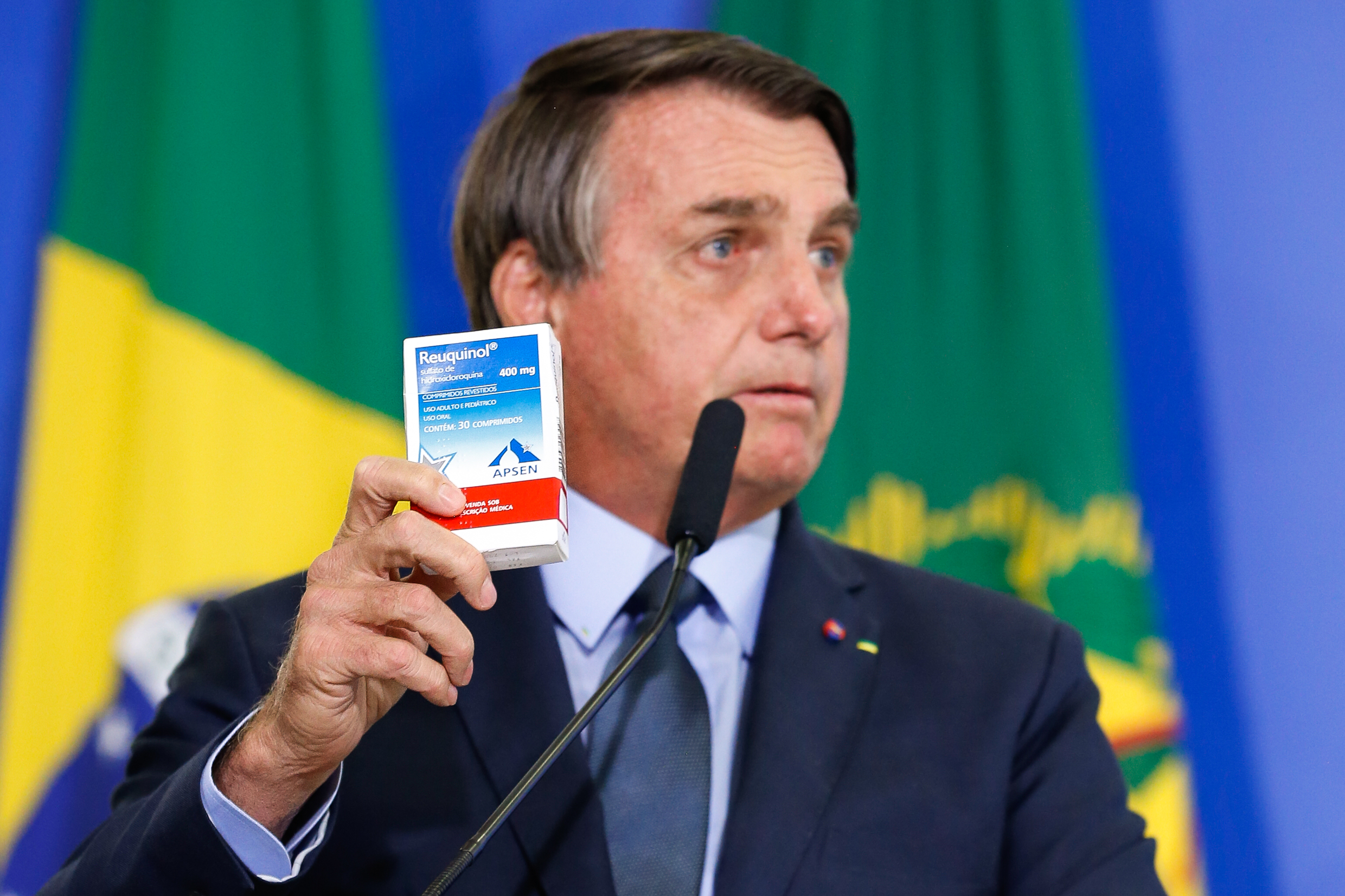
Jair Bolsonaro segurando uma caixa de cloroquina em setembro de 2020.

O kit Covid, frequentemente referido como tratamento precoce, é uma designação utilizada para descrever a abordagem negacionista promovida pelo governo liderado por Jair Bolsonaro e seus apoiadores no que diz respeito ao uso de medicamentos que não possuem eficácia comprovada no tratamento da COVID-19. Este enfoque inclui a defesa do uso de medicamentos como cloroquina, hidroxicloroquina, ivermectina, azitromicina, bromexina, nitazoxanida, anticoagulantes e suplementos de zinco.
No início da pandemia, especificamente em março de 2020, a cloroquina surgiu como um possível tratamento para a doença com base em dois estudos de qualidade questionável. Notavelmente, o então presidente dos Estados Unidos, Donald Trump, endossou um desses estudos, desafiando assim as recomendações da Food and Drug Administration (FDA), o que levou a politização da questão. No Brasil, o então presidente Jair Bolsonaro rapidamente adotou esse discurso. Nos meses subsequentes, o governo brasileiro tomou medidas para promover a cloroquina e a hidroxicloroquina como tratamentos para a COVID-19. Isso incluiu a ordenação da produção, coordenação da distribuição e um gasto considerável de aproximadamente 90 milhões de reais na aquisição desses medicamentos. Além disso, o Ministério da Saúde, sob a liderança de Eduardo Pazuello, ampliou o uso dessas substâncias para tratar casos leves da doença.
O kit Covid gerou entre a população uma falsa sensação de segurança, sugerindo que a vida poderia retornar ao seu estado anterior, sem a necessidade de medidas de isolamento social. No entanto, essa abordagem resultou no aumento do número de infecções, hospitalizações e mortes. Além disso, o uso generalizado desses medicamentos, juntamente com seus potenciais efeitos colaterais, causou danos significativos aos rins e ao fígado de seus usuários. Essa abordagem foi amplamente criticada por organizações e especialistas em saúde devido à falta de embasamento científico e à potencial periculosidade associada ao seu uso. Não obstante, tornou-se objeto de ações judiciais e investigações relacionadas a possíveis favorecimentos envolvendo agentes públicos e privados em busca de ganhos financeiros.

## Contexto
Assumindo a presidência em janeiro de 2019, Jair Bolsonaro sempre manifestou interesse em estreitar laços com o então presidente dos Estados Unidos, Donald Trump. No primeiro semestre de 2020, à medida que a pandemia de COVID-19 se intensificava, Bolsonaro adotou uma retórica semelhante à de Trump, minimizando a gravidade da disseminação da doença e defendendo pelo fim das medidas de isolamento social. Notavelmente, Trump também defendeu o uso da cloroquina com base em um estudo publicado pelo Instituto IHU-Méditerranée Infection, um estudo que foi objeto de considerável questionamento por parte de diversos cientistas. Em uma fase posterior, o diretor do instituto, Didier Raoult, foi acusado pela Sociedade de Patologia Infecciosa de Língua Francesa (SPILF) de promover indevidamente o medicamento. Pouco tempo após a defesa de Trump, Bolsonaro também enfatizou a eficácia da hidroxicloroquina, declarando que "aquele remédio lá, hidroxicloroquina, está dando certo em tudo quanto é lugar, certo? Um estudo francês chegou para mim agora".

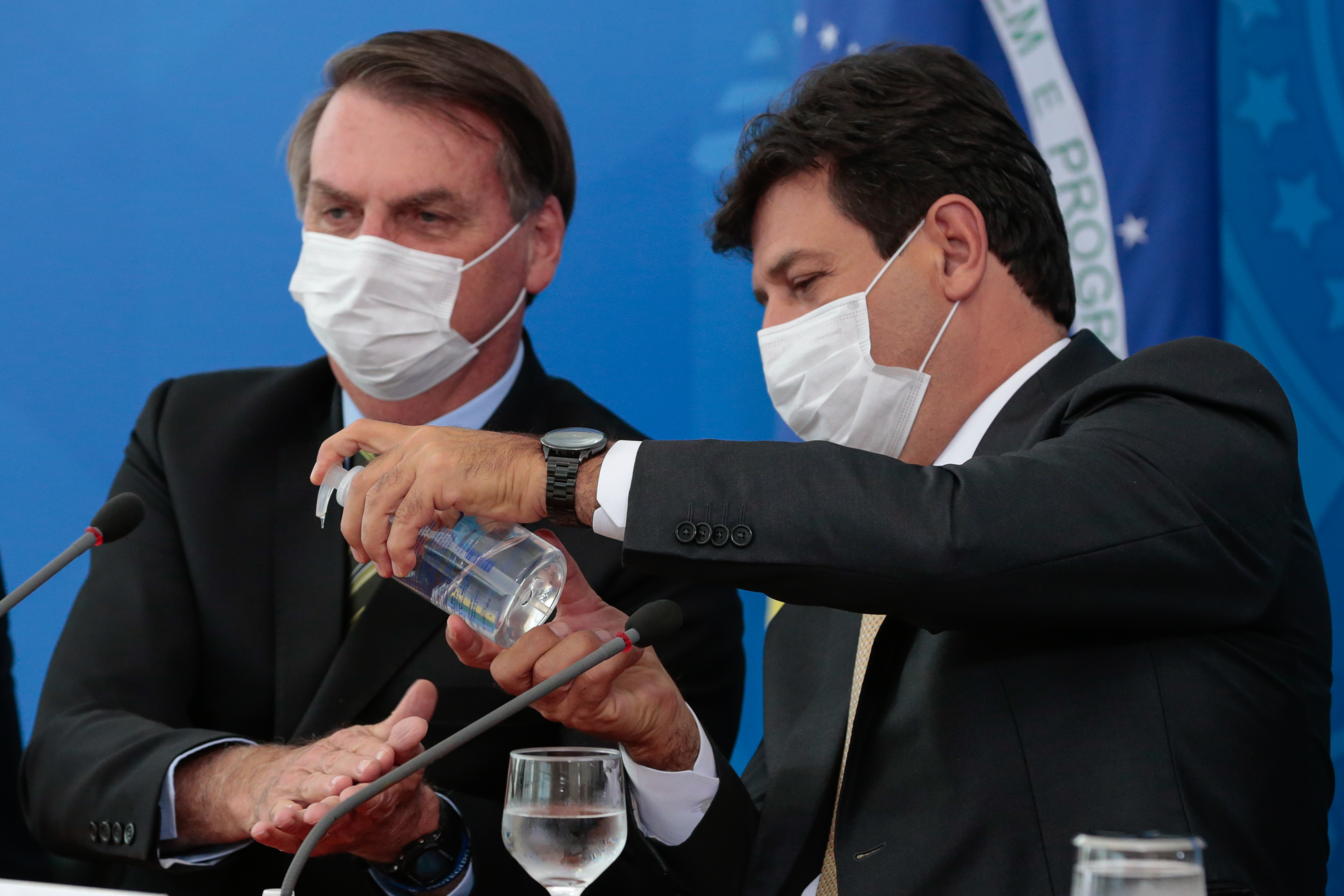
O presidente Jair Bolsonaro e o então ministro da saúde Luiz Henrique Mandetta durante uma coletiva em março de 2020.

No início da pandemia no Brasil, o então Ministro da Saúde, Luiz Henrique Mandetta, adotou as orientações sanitárias preconizadas pela Organização Mundial da Saúde (OMS). Entretanto, ao longo do tempo, tornou-se evidente um aumento das discordâncias entre Bolsonaro e o ministro. O então presidente defendeu publicamente o uso da cloroquina e hidroxicloroquina, ao mesmo tempo em que se posicionava contrariamente ao distanciamento social. Em decorrência dessas divergências, Mandetta foi demitido e o oncologista Nelson Teich assumiu o cargo de Ministro da Saúde, permanecendo no posto até 15 de maio de 2020. Sua renúncia ocorreu devido ao desejo do governo de ampliar o uso da cloroquina no tratamento de pacientes com COVID-19 e à percepção de que não teria a autonomia necessária para liderar o Ministério. Subsequentemente, o general de divisão Eduardo Pazuello assumiu interinamente o cargo, sendo efetivado oficialmente quatro meses depois. Durante sua gestão, o Ministério da Saúde autorizou prontamente o uso da hidroxicloroquina para o tratamento de pacientes com casos leves de COVID-19.
Ao longo de todo o ano de 2020, tanto Bolsonaro quanto Pazuello, defenderam a utilização de fármacos cuja eficácia estava em questão. O governo federal, em colaboração com o Exército Brasileiro e o Ministério das Relações Exteriores (Itamaraty), também coordenou a aquisição, produção e distribuição de hidroxicloroquina. Segundo informações da Agência Pública, somente no mês de março de 2020, o Exército Brasileiro fabricou e distribuiu 25 mil unidades de hidroxicloroquina. No total, ao longo daquele ano, foram produzidos 3,2 milhões de comprimidos deste medicamento.

### Colapso sanitário de Manaus

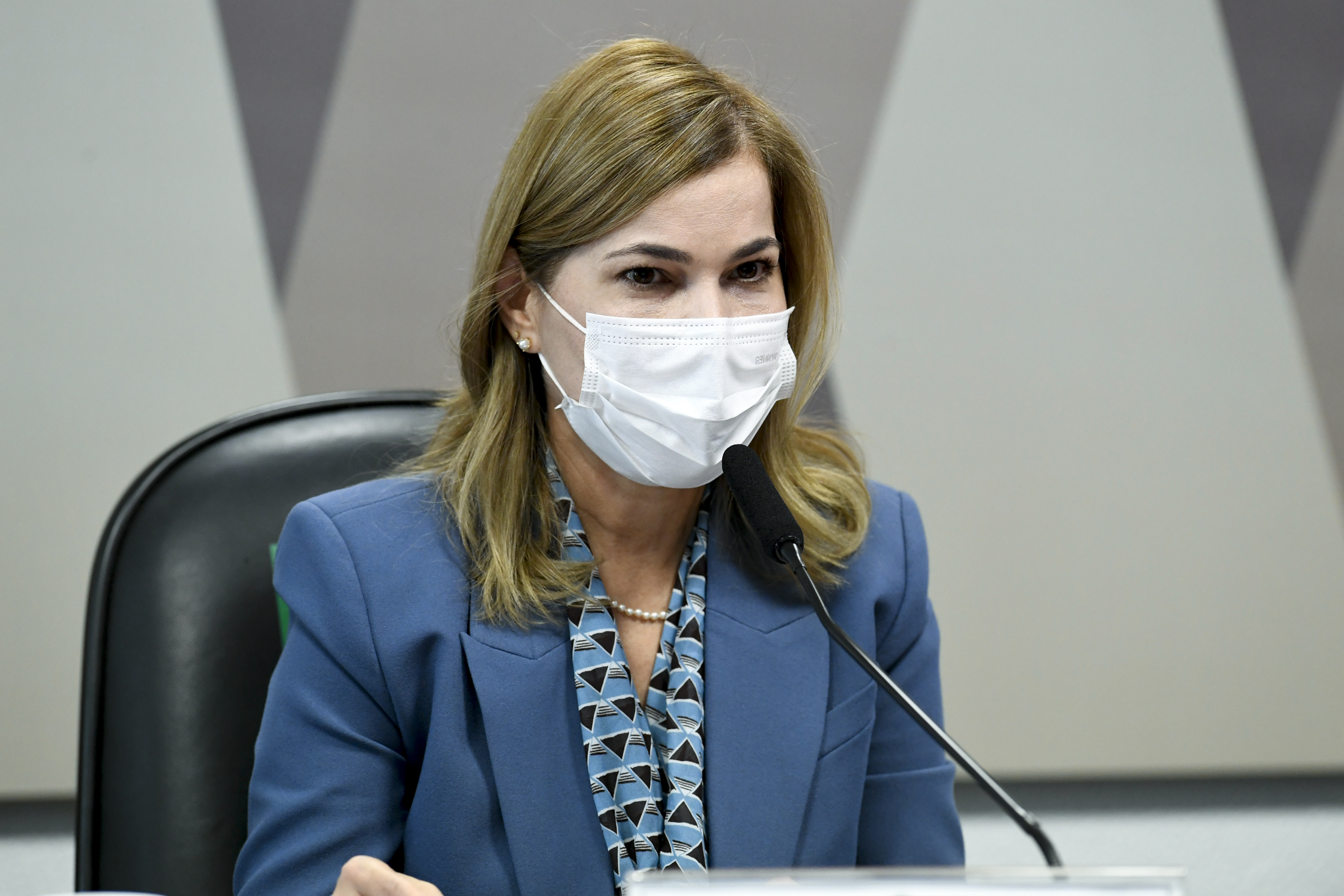
Mayra Pinheiro prestando depoimento à CPI da COVID-19 em maio de 2021.

Em janeiro de 2021, em meio ao agravamento da crise sanitária no estado do Amazonas, o Ministério da Saúde exerceu pressão sobre a prefeitura de Manaus para que distribuísse os medicamentos do chamado kit Covid. Um ofício, assinado por Mayra Pinheiro, secretária de Gestão do Trabalho e da Educação na Saúde, foi emitido pelo órgão, afirmando que a não utilização desses medicamentos seria considerada "inadmissível". Além disso, o ofício solicitava autorização para visitar as Unidades Básicas de Saúde com o objetivo de promover o tratamento precoce no município. Inicialmente, a existência deste ofício foi negada por Pazuello, mas posteriormente admitida pela própria Mayra Pinheiro.
No mesmo período, o Ministério da Saúde lançou um aplicativo de celular chamado TrateCov em caráter de teste, com o objetivo declarado de auxiliar profissionais de saúde, embora fosse acessível a qualquer pessoa. O aplicativo gerou controvérsias significativas ao sugerir a prescrição de diversos medicamentos sem eficácia comprovada contra a COVID-19, inclusive para recém-nascidos e animais. Em resposta às críticas e à falta de embasamento científico das recomendações, o aplicativo foi retirado do ar no dia seguinte ao seu lançamento.
Em 21 de julho de 2021, o Jornal Nacional revelou a existência de documentos obtidos pela Comissão Parlamentar de Inquérito da COVID-19 (CPI da COVID-19), que indicavam a intenção do setor governamental em persuadir médicos e pacientes a utilizarem os medicamentos do kit Covid. Conforme a reportagem, o Ministério da Saúde teria financiado, em janeiro, a viagem de 11 médicos a Manaus com o propósito de instruir os profissionais de saúde locais a prescreverem medicamentos sem eficácia comprovada contra a COVID-19. Esses médicos enviados elaboraram relatórios que sugeriam a implementação de "tendas de tratamento precoce" como meio de ampliar a disponibilidade dos medicamentos e incentivar a prática de automedicação do kit Covid.

### Gabinete paralelo
Após a criação da CPI da COVID-19 em abril de 2021, informações sobre a condução do governo federal no enfrentamento da pandemia começaram a ser reveladas. Logo no primeiro depoimento, o ex-ministro da Saúde, Luiz Henrique Mandetta, revelou a existência de um "assessoramento paralelo", posteriormente conhecido como gabinete paralelo. O propósito desse grupo era aconselhar o governo federal a adotar uma postura contrária à vacinação, defendendo em vez disso o tratamento precoce e a busca pela imunidade de rebanho. Mandetta também relatou enfrentar concorrência interna no governo, com assessores, filhos do então presidente e médicos chegando a propor um decreto que incluiria o tratamento da COVID-19 na bula da cloroquina, informação posteriormente confirmada pelo então diretor-presidente da Agência Nacional de Vigilância Sanitária (Anvisa), Antonio Barra Torres. Conforme as investigações progrediram, nomes como o deputado federal Osmar Terra, o ex-assessor do governo Arthur Weintraub, a médica Nise Yamaguchi e o empresário Carlos Wizard foram mencionados pela comissão como possíveis integrantes do gabinete paralelo. Documentos da Casa Civil também revelaram que pessoas identificadas como potenciais membros desse grupo participaram de pelo menos 24 reuniões para discutir estratégias do governo no enfrentamento da pandemia.
Em 4 de junho de 2021, o portal Metrópoles divulgou um vídeo de uma reunião na qual Bolsonaro se encontrou com alguns profissionais da saúde, incluindo Osmar Terra, Nise Yamaguchi e o virologista Paolo Zanotto. Durante essa reunião, Zanotto chegou a sugerir a criação de um "shadow cabinet" (gabinete das sombras em tradução literal) para aconselhar o governo em relação à pandemia. Nesse encontro, os participantes também apresentaram ao então presidente opiniões contrárias às vacinas e favoráveis ao uso da hidroxicloroquina.

### Interferência política na Conitec
Em julho de 2021, durante a gestão de Marcelo Queiroga, o Ministério da Saúde reconheceu a ineficácia do kit Covid. Essa decisão foi fundamentada em uma análise conduzida pela Comissão Nacional de Incorporação de Tecnologias (Conitec), um órgão de assessoramento do Sistema Único de Saúde (SUS). No entanto, mesmo com essa posição oficial, Bolsonaro e outros membros do governo continuaram a defender o tratamento precoce.
Em 21 de setembro de 2021, durante a 76.ª Assembleia Geral das Nações Unidas, realizada em Nova Iorque, Bolsonaro usou a ocasião para defender o tratamento precoce. No mês seguinte, a Conitec retirou da sua pauta a análise de um estudo que se posicionava contra o uso da cloroquina no tratamento de pacientes com COVID-19. O Ministério da Saúde justificou essa decisão, alegando que o próprio grupo de especialistas da Conitec optou por retirar o documento de pauta com o intuito de aprimorar o relatório. No entanto, essa mudança súbita causou surpresa entre os membros do órgão e levantou suspeitas de possíveis interferências políticas. De acordo com informações da rádio CBN, Bolsonaro teria demonstrado insatisfação com as informações técnicas contidas no documento e com a iminente posição da Conitec contrária ao tratamento precoce. Como resultado, teria exercido pressão sobre o Ministério da Saúde para que fossem feitas alterações no relatório.

### Nota do Ministério da Saúde
Em 7 de dezembro de 2021, a Conitec aprovou um parecer no qual não recomendava o uso da cloroquina, azitromicina, ivermectina e outros medicamentos sem eficácia comprovada no tratamento da COVID-19. Após a aprovação desse parecer, o relatório foi encaminhado à Secretaria de Ciência, Tecnologia, Inovação e Insumos Estratégicos em Saúde do Ministério da Saúde. No entanto, foi posteriormente bloqueado pelo secretário Hélio Angotti Neto. Nessa mesma ocasião, o Ministério da Saúde emitiu uma nota que erroneamente classificou a hidroxicloroquina como eficaz e a vacinação como ineficaz no combate à COVID-19. Essa nota gerou uma ampla reação negativa, sendo repudiada por especialistas e entidades científicas. Cinco dias após a divulgação da nota, o Ministério removeu a tabela com informações falsas, mas manteve a decisão de rejeitar as diretrizes da Conitec.

## Os fármacos

### Cloroquina e hidroxicloroquina
A cloroquina e a hidroxicloroquina são medicamentos utilizados no tratamento e na prevenção da malária, bem como no tratamento de doenças como a artrite reumatoide e lúpus eritematoso. Ambos os medicamentos são administrados por via oral. A cloroquina apresenta efeitos adversos mais comuns, como problemas musculares, perda de apetite, diarreia e erupções cutâneas. Além disso, entre os efeitos adversos mais graves estão problemas de visão, danos musculares, convulsões e uma diminuição na concentração de células sanguíneas. A hidroxicloroquina, por sua vez, pode causar efeitos colaterais comuns, como vômitos, dores de cabeça, alterações na visão e fraqueza muscular, e efeitos adversos graves, como reações alérgicas, problemas de visão e arritmia cardíaca.
Ambos os fármacos têm a capacidade de aumentar o pH em compartimentos celulares chamados endossomas e inibir a fusão do vírus SARS-CoV-2 com as membranas das células hospedeiras. Além disso, a cloroquina também atua inibindo a glicosilação da enzima conversora da angiotensina 2, o que pode interferir na ligação do coronavírus ao receptor celular. Estudos in vitro sugerem que esses medicamentos podem bloquear o transporte do SARS-CoV-2 dos endossomos iniciais para os endolisossomos, possivelmente impedindo a liberação do genoma viral.
No entanto, apesar de terem demonstrado atividade antiviral em alguns sistemas in vitro, a hidroxicloroquina não reduziu as cargas virais no trato respiratório superior ou inferior e não demonstrou eficácia clínica. Dois ensaios clínicos randomizados realizados no Brasil e no Reino Unido evidenciaram que esses medicamentos não melhoraram os desfechos clínicos dos pacientes leves a moderados quando comparados ao tratamento padrão. Além disso, o uso de hidroxicloroquina não reduziu o risco de morte ou a necessidade de ventilação mecânica.

### Ivermectina

Fórmula estrutural da ivermectina.

A ivermectina é um medicamento utilizado no tratamento de diversas infestações causadas por parasitas. Essas infestações incluem piolhos, sarna, oncocercose, estrongiloidíase, tricuríase, ascaridíase e filaríase linfática. Para o tratamento de infestações externas, a ivermectina pode ser administrada por via oral ou aplicada na pele. O mecanismo de ação desse medicamento envolve interferir na função nervosa e muscular dos parasitas, aumentando a permeabilidade da membrana celular do parasita, o que leva à sua paralisia e morte. Nos mamíferos, incluindo os seres humanos, a estrutura da ivermectina não permite que o medicamento ultrapasse a barreira hematoencefálica, protegendo assim o sistema nervoso central. Os efeitos colaterais mais comuns da ivermectina incluem olhos vermelhos, pele seca e sensação de queimadura.
Em estudos realizados in vitro, a ivermectina demonstrou ter efeitos antivirais contra vários vírus de RNA de cadeia simples e sentido positivo, incluindo o SARS-CoV-2. Pesquisas subsequentes e preliminares também mostraram que a ivermectina tinha a capacidade de inibir a replicação do vírus em culturas de células de rim de macaco e células genéricas. No entanto, para atingir as concentrações plasmáticas necessárias para a eficácia antiviral observada, seria necessário administrar doses até 100 vezes maiores do que as doses aprovadas para uso em seres humanos.
Os resultados de diversos ensaios clínicos randomizados e estudos retrospectivos sobre o uso da ivermectina no tratamento de pacientes com COVID-19 não permitiram chegar a uma conclusão definitiva. Alguns estudos clínicos não demonstraram benefícios significativos e, em alguns casos, observaram piora da doença após o uso da ivermectina, enquanto outros estudos indicaram resultados como um tempo menor de manifestações da doença, redução nos quadros inflamatórios, tempo mais curto para a depuração do vírus e taxas de mortalidade mais baixas.

### Azitromicina

Fórmula estrutural da azitromicina.

A azitromicina é um antibiótico amplamente utilizado para o tratamento de infecções bacterianas. Suas indicações mais frequentes incluem o tratamento de otite média, faringite estreptocócica, pneumonia, diarreia do viajante e diversas infecções intestinais. Além disso, a azitromicina pode ser empregada no tratamento de infecções sexualmente transmissíveis, como clamídia e gonorreia, e, quando combinada com outros medicamentos, pode ser usada no tratamento da malária. A administração da azitromicina pode ser realizada por via oral ou intravenosa. Os efeitos adversos mais comuns associados ao uso deste antibiótico incluem náuseas, vômitos, diarreia e desconforto estomacal. Além disso, embora menos frequentes, podem ocorrer reações alérgicas, como anafilaxia, prolongamento da síndrome do QT longo, ou um tipo de diarreia associada à bactéria Clostridium difficile.
O antibiótico foi objeto de estudo em conjunto com outros medicamentos como possíveis alternativas no combate ao vírus da COVID-19. Testes preliminares realizados in vitro indicaram alguma efetividade contra o vírus, no entanto, as evidências disponíveis eram limitadas e de qualidade inferior. Subsequentes ensaios clínicos controlados não corroboraram a eficácia presumida, e um estudo revelou que o seu uso pode resultar na deterioração da função renal em alguns pacientes.

## Distribuição e judicialização
Os medicamentos, como a cloroquina, foram amplamente distribuídos e apoiados pelo governo federal. O Exército Brasileiro, sob a orientação do Ministério da Saúde, produziu mais de 3,2 milhões de comprimidos de cloroquina em 2020 e distribuiu 2,9 milhões desses comprimidos para estados, municípios e hospitais militares. Essa distribuição representou um aumento significativo em relação aos anos anteriores, chegando a ser 11 vezes maior. Em fevereiro de 2021, o ministro do Tribunal de Contas da União (TCU), Benjamin Zymler, autorizou um ofício que exigia explicações sobre a distribuição de cloroquina por parte desses órgãos federais.
O território brasileiro registrou casos de pressão e coação em benefício da adoção do kit Covid. Um levantamento da Frente Nacional de Prefeitas e Prefeitos revelou que os gestores municipais foram submetidos a pressões por parte de Câmaras Municipais para adquirir os medicamentos, e projetos de lei chegaram a ser aprovados nesse sentido. Além disso, algumas empresas foram responsáveis por distribuir o Kit Covid a seus funcionários. No âmbito legal, a Justiça Federal determinou a interrupção das campanhas de incentivo ao uso do kit Covid por parte do governo federal. A juíza Ana Lúcia Petri Betto decidiu que a Secretaria de Comunicação Social deveria se abster de "patrocinar ações publicitárias, por qualquer meio que seja, que contenham referências, diretas ou indiretas, a medicamentos sem eficácia comprovada contra a COVID-19, especialmente com expressões como 'tratamento precoce' ou 'kit-covid' ou congêneres". Por sua vez, o Tribunal de Justiça do Estado do Rio Grande do Sul proibiu a distribuição dessas drogas em Porto Alegre.

### Caso Prevent Senior
Na rede privada de saúde, a Prevent Senior distribuiu o kit Covid de forma generalizada, inclusive por meio de envio pelo correio. No entanto, a empresa se envolveu em um dos maiores escândalos médicos após denúncias de condutas antiéticas e anticientíficas. De acordo com um dossiê, a Prevent Senior teria obrigado médicos a receitar remédios sem eficácia comprovada contra a COVID-19 e ocultado mortes em um estudo sobre a cloroquina que foi divulgado e enaltecido pelo então presidente Bolsonaro. O estudo em questão, elaborado pela Prevent Senior em 2020 e com resultados inconclusivos, afirmou que o uso de hidroxicloroquina e azitromicina reduzia as internações em pacientes com suspeita de COVID-19. No entanto, esse estudo recebeu críticas negativas devido a erros na amostragem e diversos problemas metodológicos. Em abril de 2020, o Conselho Nacional de Saúde (CNS) emitiu um parecer considerando o estudo da Prevent Senior como fraude científica. Apesar das críticas e da falta de evidências científicas sólidas, os dados desse estudo foram usados pelo então presidente Jair Bolsonaro para promover a suposta eficácia do kit Covid.
O dossiê, elaborado de forma anônima por médicos e ex-médicos da Prevent Senior, trouxe à tona graves denúncias envolvendo a empresa. Segundo o dossiê, a mesma teria ocultado mortes relacionadas ao estudo e administrado os medicamentos do kit Covid sem o consentimento de pacientes e familiares. Uma reportagem da GloboNews teve acesso a uma planilha contendo os nomes e informações de todos os participantes do estudo. No total, nove desses participantes morreram durante a pesquisa, mas apenas duas mortes foram mencionadas pelos autores do estudo. Após a divulgação da reportagem da GloboNews, jornais como O Estado de S. Paulo e O Globo trouxeram informações de que o governo federal, por meio do chamado Gabinete Paralelo, estava ciente dos acontecimentos na Prevent Senior. Como resultado, a empresa passou a ser alvo de investigações por parte da CPI da COVID-19, da Agência Nacional de Saúde Suplementar (ANS), do Ministério Público de São Paulo e do Conselho Regional de Medicina do Estado de São Paulo (Cremesp).
Em 29 de novembro de 2021, o convênio emitiu um comunicado assumindo que a divulgação da eficácia do kit Covid não correspondia efetivamente a uma pesquisa científica e reconheceu que os dados divulgados foram obtidos internamente para fins estatísticos, sem qualquer tipo de viés científico. Além disso, a empresa admitiu que não obteve autorização do Conselho Nacional de Ética em Pesquisa para realizar quaisquer estudos científicos.

### Caso Hapvida
Em outubro de 2021, a Hapvida, uma das maiores empresas de convênios privados de saúde no Brasil, foi acusada de pressionar médicos para cumprir metas de prescrição do kit Covid. Segundo uma reportagem do jornal O Globo, a empresa orientou seus funcionários a aumentar significativamente a prescrição da cloroquina e a convencer os pacientes de que esse era o melhor tratamento, mesmo com a ineficácia comprovada da substância no combate à COVID-19. Os médicos que se recusaram a seguir essas orientações foram colocados em uma espécie de lista que envolvia punições, como advertências e mudanças em seus horários de trabalho.
No mesmo período, a jornalista d'Globo, Malu Gaspar publicou em seu blogue uma reportagem de Johanns Eller informando que os médicos da Hapvida que se sentiram coagidos receberam um material de defesa da cloroquina atribuído à médica Nise Yamaguchi. Esse documento, composto por 33 slides, utilizou argumentos questionáveis e estudos amplamente contestados pela comunidade científica para defender o uso do tratamento precoce com cloroquina.

## Impactos

### Na saúde
O uso disseminado e os efeitos colaterais associados a essas drogas causaram danos significativos aos órgãos, principalmente aos rins e ao fígado, além de terem sido associados a arritmias cardíacas. Nos hospitais brasileiros, começaram a ser identificados casos de hepatite medicamentosa, o que resultou em um aumento na fila de espera por transplantes hepáticos. Além disso, o país passou a registrar óbitos relacionados ao uso da cloroquina e hidroxicloroquina, sendo que em algumas situações, os pacientes foram tratados com esses fármacos sem o conhecimento ou consentimento de suas famílias.
Segundo especialistas, o Kit Covid teve um efeito indireto prejudicial ao criar uma falsa sensação de segurança na população, levando ao relaxamento das medidas de prevenção eficazes. Isso também pode resultar em atrasos na busca por atendimento médico adequado. Além disso, o uso generalizado de antibióticos, como a azitromicina, pode contribuir para o aumento da resistência antimicrobiana.

### Notícias falsas
O Kit Covid também foi alvo de notícias falsas disseminadas por perfis e apoiadores do governo nas redes sociais. Essas notícias tinham como objetivo contradizer a comprovada ineficácia dos medicamentos do Kit Covid, muitas vezes promovendo informações enganosas e não respaldadas pela ciência. O Brasil, inclusive, foi o país que mais registrou informações falsas sobre cloroquina em 2020.
Por essa razão, várias organizações e veículos de mídia, como, por exemplo, os portais Aos Fatos e G1, o jornal da Universidade de São Paulo, o Instituto de Ciência, Tecnologia e Qualidade, e até mesmo a Fundação Oswaldo Cruz, publicaram esclarecimentos e informações baseadas em evidências científicas para combater a desinformação.

### Financeiro
O governo Bolsonaro de fato coordenou a compra, distribuição e promoção do Kit Covid no Brasil. Os gastos relatados com a aquisição desses medicamentos foram de aproximadamente 90 milhões de reais, enquanto a distribuição em farmácias populares e as despesas com propaganda chegaram, respectivamente, a 250 milhões e 23 milhões de reais; Um montante de 1,3 milhão foi usado para financiar influenciadores digitais.
A comercialização desses medicamentos indicados para o tratamento precoce experimentou um aumento substancial que impulsionou o setor farmacêutico no Brasil. A Anvisa reportou um crescimento de 628% na comercialização da ivermectina em 2020, em comparação com o ano anterior. Em 2019, esse medicamento havia registrado vendas de aproximadamente sete mil embalagens; entretanto, devido à disseminação de informações incorretas durante a pandemia, esse número aumentou para 56 mil embalagens. Um estudo conduzido pelo Sindicato da Indústria de Produtos Farmacêuticos (Sindusfarma), com base em dados fornecidos pela consultoria americana IQVIA, destacou um aumento expressivo nas vendas de ivermectina, que cresceu 829% em 2020, passando de 44,4 milhões de reais em 2019 para 409 milhões de reais em 2020. No mesmo período, as vendas de cloroquina aumentaram em 47%, resultando em um acréscimo na receita de 55 milhões para 91,6 milhões de reais. Além disso, as empresas farmacêuticas observaram um considerável aumento em seu faturamento devido às vendas de cloroquina.
O impacto financeiro do Kit Covid suscitou suspeitas de favorecimento tanto entre agentes públicos como privados, com o suposto objetivo de obter lucros financeiros durante a pandemia. Um exemplo notório é a empresa Vitamedic, uma das fabricantes do medicamento ivermectina no país, que financiou um manifesto promovido pela associação Médicos pela Vida em defesa do tratamento precoce.

## Repercussão

### Posicionamentos de entidades e especialistas

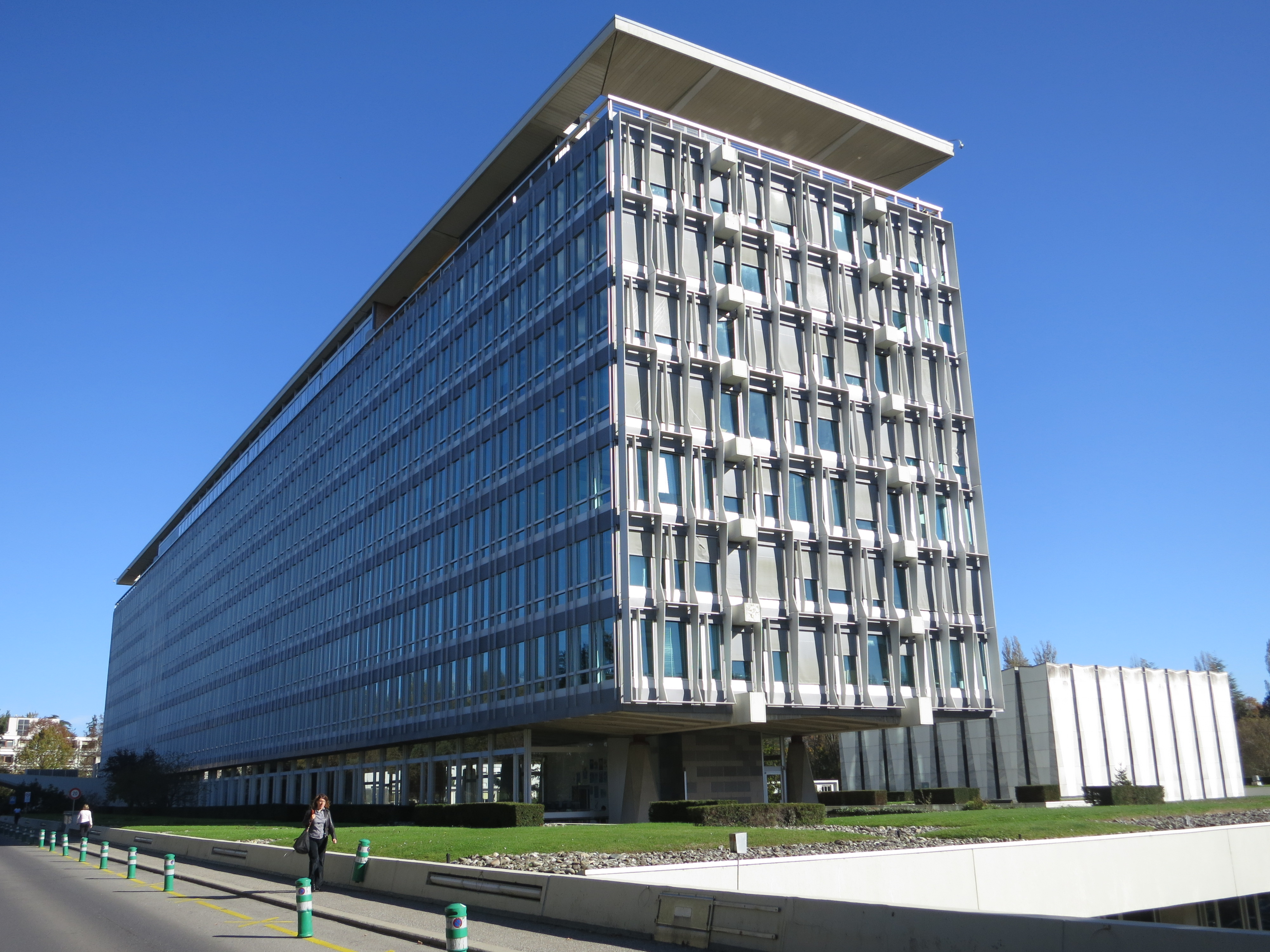
Sede da OMS em Genebra, Suíça.

As principais agências de saúde reprovaram ou desaconselharam veementemente o uso dos fármacos que fazem parte do Kit Covid. Um marco importante nesse contexto foi a Solidarity Therapeutics Trial, uma plataforma coordenada pela OMS, que concluiu pela ineficácia da hidroxicloroquina no tratamento da COVID-19. Essa conclusão resultou de um dos maiores ensaios clínicos randomizados do mundo. Em 2 de março de 2021, a OMS emitiu uma diretriz enfatizando a forte recomendação contra o uso da hidroxicloroquina como tratamento preventivo da COVID-19. a agência também se manifestou recomendando que a ivermectina não seja utilizada no tratamento de pacientes com a doença, a menos que seja em ensaios clínicos. A revisão de dados de dezesseis ensaios clínicos randomizados, conforme mencionado pela OMS, não permitiu chegar a uma conclusão sobre a eficácia do fármaco devido a limitações metodológicas. Esses fármacos também foram desaconselhados por outras importantes entidades de saúde, incluindo a Agência Europeia de Medicamentos, a FDA e a Anvisa. Em fevereiro de 2021, a Merck Sharp and Dohme, empresa farmacêutica que desenvolveu a ivermectina, divulgou um comunicado oficial reforçando que não existem evidências científicas da eficácia desse fármaco no tratamento da COVID-19 com base em testes pré-clínicos.
No Brasil, 81 entidades médicas emitiram um documento em que defendam pelo banimento do uso de medicamentos do kit Covid. Essa manifestação ocorreu em um boletim do Comitê Extraordinário de Monitoramento da Covid-19, um grupo liderado pela Associação Médica Brasileira (AMB). Por outro lado, o Conselho Federal de Medicina autorizou a prescrição desses medicamentos ainda em 2020. Essa discrepância entre a Associação Médica Brasileira e o Conselho Federal de Medicina foi apontada pelo jornal O Estado de S. Paulo como um exemplo da influência da polarização política promovida por Bolsonaro nas entidades médicas do país.

"Para cloroquina e hidroxicloroquina, nós temos mais de 30 trabalhos feitos no padrão ouro que mostram que esses medicamentos não servem para covid-19. Para ivermectina, nós temos trabalhos também que demonstram que não serve e uma série de trabalhos que são muito malfeitos e muito inconclusivos."

Pasternak.
Discorrendo sobre o assunto, a microbiologista Natalia Pasternak ressaltou que diversos tipos de estudos científicos têm sido conduzidos para validar o uso do Kit Covid ou tratamento precoce. No entanto, segundo ela, os melhores estudos nessa área demonstram que vários componentes desse kit já foram desmentidos, ou seja, não apresentam eficácia comprovada no tratamento da COVID-19. O cientista e médico Drauzio Varella considerou a prescrição de medicamentos como "uma irresponsabilidade". Ele também argumentou que a discussão sobre o tratamento precoce foi utilizada como uma estratégia para desviar a atenção do público e critica a disseminação do vírus, afirmando que o então presidente Bolsonaro sugeriu o uso desses medicamentos como alternativa ao distanciamento social e outras medidas preventivas.
O cientista e médico Miguel Nicolelis criticou Bolsonaro por sua abordagem em relação aos opositores do tratamento precoce, afirmando que, enquanto o restante do mundo utiliza a ciência para combater a pandemia, no Brasil, os cientistas estão sendo rotulados de "canalhas". Ele expressou sua preocupação com essa retórica e enfatizou que são os cientistas rotulados de canalhas que desempenharão um papel fundamental para superar a crise pandêmica no país. Nicolelis também fez uma comparação impactante entre o número de vítimas brasileiras da COVID-19 e o número de vítimas na Batalha de Stalingrado.

### Na política
O Kit Covid foi amplamente percebido como uma tentativa do presidente Bolsonaro de minimizar a gravidade da pandemia e gerar polarização no assunto. Essa estratégia foi bem-sucedida em desencadear debates acalorados na classe política, que tiveram impactos nos estados e municípios, tornando mais difícil a adoção de políticas públicas eficazes para combater a pandemia. Bolsonaro continuou a incentivar o uso desses medicamentos e chegou a ofender aqueles que se opunham a eles.
Na esfera política, líderes da oposição criticaram o discurso de Bolsonaro e pediram investigações. No Senado, o então líder da oposição Randolfe Rodrigues, juntamente com os senadores Renan Calheiros e Humberto Costa, deixaram uma sessão da CPI da COVID-19 em protesto contra os médicos infectologistas convidados que apoiavam o tratamento precoce. Por outro lado, a então base congressista de apoio ao governo defendeu o Kit Covid. Alguns senadores, como Luis Carlos Heinze e Jorginho Mello, citaram os municípios de Rancho Queimado e Chapecó como exemplos positivos do tratamento precoce. No entanto, as taxas de letalidade e internações nesses municípios permaneceram dentro dos padrões normais.